# Муландже (массив)
Муландже (англ. Mulanje) — горный массив в южной части Малави с высочайшей вершиной Сапитва (3002 метра над уровнем моря), которая является самой высокой точкой страны.
В 2025 году культурный ландшафт горы Муландже был внесён в список объектов Всемирного наследия ЮНЕСКО.

## Физико-географическая характеристика
Горный массив Муландже расположен в 65 километрах к востоку от города Блантайр на границе между округами Муландже и Фаломбе в Малави. Массив Муландже покрывает территорию около 650 км2, значительная часть которой является холмистым плато высотой от 2000 метров над уровнем моря. В массиве насчитывают 20 вершин высотой от 2500 метров с высочайшей вершиной Сапитва (также часто именуемой просто Муландже) высотой 3002 метра над уровнем моря, что делает её самой высокой точкой Малави. Относительная высота Сапитвы составляет 2319 метров, родительской вершиной для неё считается гора Хананг в Танзании высотой 3417 метров, расположенная в 1272 километрах к северу.

## Геология
Массив Муландже, являющийся инзельбергом, сложен из твёрдых метаморфических горных пород, таких как гранит и сиенит. Скалы, которые образовывают массив, имеют возраст около 130 миллионов лет. По мере того как лежащие над ними более мягкие породы со временем подверглись эрозии и разрушились, скалы вышли на поверхность, образовав современный облик массива. В этом отношении массив Муландже похож на многие инзельберги центральной Африки, являясь самым большим из них.

## Флора
Нижняя часть массива Муландже покрыта лесным массивом, состоящим преимущественно из брахистегий, которые широко распространены в центральной и южной Африке. Верхнее плато представляет собой альпийскую вересковую пустошь, типичную и для более высоких гор восточной Африки. Вересковая пустошь Муландже богата цветковыми растениями, включая различных представителей цминов, ирисов, алоэ и лобелий, большое количество которых также является эндемиками региона Муландже.
Нижняя часть Муландже покрыта вечнозелеными лесами и изрезана оврагами и руслами рек. В этой части широкое распространение имеет эндемичная виддрингтония Уайта высотой до 40 метров, также известная под названием сосна Муландже. В результате активных вырубок леса в последнее столетие запасы видрингтонии Уайта в массиве Муландже сильно сократились, однако несколько больших участков сохранились, самый большой из которых находится в седловине юго-восточной части массива и включает деревья возрастом более 300 лет.

## Фауна
Млекопитающие встречаются как в нижней лесной части массива Муландже, так и в безлесом плоскогорье. В лесах наиболее распространенными являются приматы верветка и белогорлая мартышка. Также можно встретить красного дукера, бушбока, леопарда, кустарниковую свинью и дикобраза. Типичными представителями более высоких открытых каменистых склонов являются антилопа-прыгун, капский даман, южноафриканский кролик и полёвка.
Среди птиц лесных массивов Муландже наиболее широко распространены представители семейств бюльбюлевых, дроздовых, мухоловковых, кустарниковых сорокопутов и сверчковых. Высокогорные районы обладают более бедной фауной птиц, среди которых чаще всего встречаются турач Шелли, турач Гильдебрандта, траурная цистикола, несколько видов ласточек и стрижей, а также хищники: канюк-авгур, орёл-яйцеед, средиземноморский сокол, сапсан и Falco rupicolus.